# Giro del Friuli 1993
Il Giro del Friuli 1993, ventesima edizione della corsa, si svolse il 25 aprile 1993 su un percorso di 208,5 km. La vittoria fu appannaggio del lettone Pëtr Ugrjumov, che completò il percorso in 5h03'33", alla media di 41,212 km/h, precedendo gli italiani Claudio Chiappucci e Moreno Argentin.

## Ordine d'arrivo (Top 10)
| Pos. | Corridore          | Squadra                           | Tempo    |
| ---- | ------------------ | --------------------------------- | -------- |
| 1    | Pëtr Ugrjumov      | Mecair-Ballan                     | 5h03'33" |
| 2    | Claudio Chiappucci | Carrera Jeans-Tassoni             | a 0'07"  |
| 3    | Moreno Argentin    | Mecair-Ballan                     | s.t.     |
| 4    | Gianni Faresin     | ZG Mobili                         | a 1'06"  |
| 5    | Roberto Gusmeroli  | GB-MG Maglificio                  | a 1'09"  |
| 6    | Roberto Conti      | Ariostea                          | s.t.     |
| 7    | Angelo Citracca    | Navigare-Blue Storm               | s.t.     |
| 8    | Davide Rebellin    | GB-MG Maglificio                  | s.t.     |
| 9    | Michele Bartoli    | Mercatone Uno-Mendeghini-Zucchini | s.t.     |
| 10   | Alberto Volpi      | Mecair-Ballan                     | s.t.     |